# Paraguay ai XVII Giochi paralimpici estivi
Il Paraguay ha partecipato ai XVII Giochi paralimpici estivi che si sono svolti a Parigi in Francia, dal 28 agosto all'8 settembre 2024, con una delegazione di un'atleta donna, che ha gareggiato in una disciplina.

## Atletica leggera
Fonte:
| Atleta               | Evento                        | Batteria  | Batteria  | Finale          | Finale          |
| Atleta               | Evento                        | Risultato | Posizione | Risultato       | Posizione       |
| -------------------- | ----------------------------- | --------- | --------- | --------------- | --------------- |
| Melissa Nair Tillner | 100 metri piani T12 femminili | 15"48     | 4°        | non qualificata | non qualificata |
| Melissa Nair Tillner | 200 metri piani T12 femminili | 33"74     | 4°        | non qualificata | non qualificata |